# Strada romana da Londra a Brighton
La Strada da Londra a Brighton, chiamata anche Strada da Londra a Portslade Way, è una strada romana situata tra Stane Street a Kennington Park e Brighton (o più precisamente Portslade) nel Sussex. La strada passa attraverso Streatham e Croydon, poi attraverso la valle di Caterham, nelle North Downs. Attraversa Godstone e Felbridge, segue successivamente una linea quasi dritta attraverso Ardingly, Haywards Heath, Burgess Hill e Hassocks fino alle South Downs, a Clayton. Ad Hassocks attraversa la Sussex Greensand Way, nei pressi di una grande necropoli. Procede poi sulla scarpata delle South Downs, attraversando il crinale e collegandosi con altri sentieri del posto. A sud di Pyecombe il percorso è incerto, in quanto potrebbe aver proseguito fino a Brighton oppure fino a Portslade.
La strada attraversava alcune delle aree strategicamente importanti per la produzione di ferro del Weald e in quelle aree era in parte costruita con scarti metallurgici, sebbene con quantità minori rispetto alla strada da Londra a Lewes.

## Scoperta della strada
Svariati toponimi anglosassoni sono dei probabili indizi dell'esistenza della strada; Streatham a Londra, e vicino a Godstone, Stanstreet (ora rinominata "Stanstead") e Stratton indicano una strada lastricata già esistente quando furono fondati gli insediamenti. Nel 1779 un insegnante di Lindfield, Stephen Vine, assistette alla raccolta di selce da un'antica strada per costruire una strada a pedaggio. Vine ne pubblicò un rapporto sulla strada da Clayton a nord di Burgess Hill nel The Gentleman's Magazine, nel 1781. Nel 1818 il reverendo James Douglas esaminò il rapporto e ipotizzò che facesse parte di una strada diretta ad un porto nell'area di Portslade. Ciò portò il percorso ad essere chiamato "Strada da Londra a Portslade". Ivan Margary credeva che la Old Steine di Brighton, avendo dimostrato la capacità di resistere all'erosione costiera sin dall'epoca romana, fosse più adatta come strada verso il porto e la chiamò "Strada da Londra a Brighton". I lavori a metà del XX secolo stabilirono il percorso da Londra a Hassocks, ma a sud di quest'ultimo non c'era ancora molta certezza. Un articolo pubblicato nel 1999 da Glen Shields sulla topografia dell'area di Hassocks e Clayton arrivò alla conclusione che la strada prese un percorso più tendente verso ovest su Clayton Hill rispetto a quanto proposto da Margary, e che un percorso tracciabile per Portslade sarebbe stato più pratico e più coerente con lo stile di costruzione romano, rispetto all'andare lungo il fondovalle fino a Brighton.

## Progetto e costruzione
Margary giunse alla conclusione che furono utilizzati quattro allineamenti principali per la strada fino alle South Downs, con deviazioni in loco per attenuare le pendenze ed evitare il terreno bagnato. Da Londra, questi erano "da Streatham a Croydon", "da Godstone Hill a Blindley Heath", "da Rowlands Farm, Lingfield, a Hophurst Farm, Felbridge", "da Selsfield Common a Clayton Hill". Vennero utilizzate selce e ghiaia nelle North Downs e da Burgess Hill alle South Downs, insieme a scarti metallurgici derivati da industrie di Wealden, ampiamente impiegati per le sezioni centrali, a volte mescolati con arenaria. Invece in altre parti del Weald veniva utilizzata soltanto arenaria.

## Numerazione di Margary
Ivan Margary ha assegnato alla strada l'ID Margary 150 del suo sistema di identificazione.

## Itinerario

### Da Kennington a Croydon

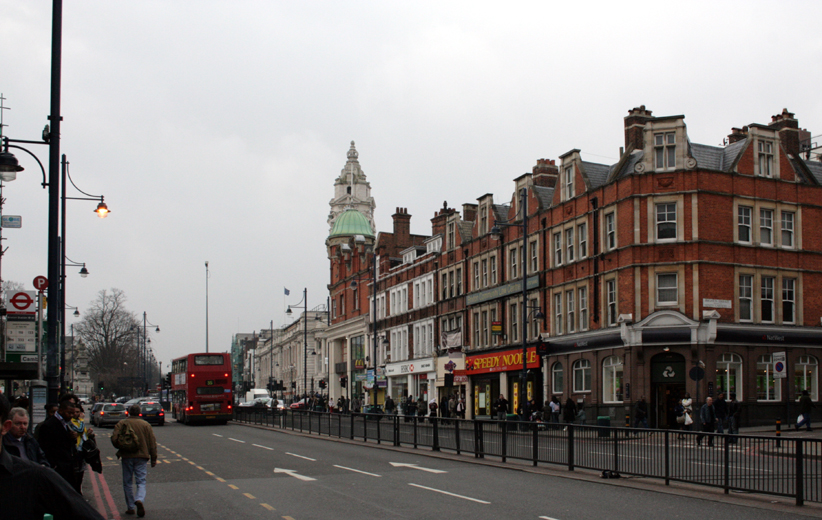
Brixton Road, Londra, si trova sulla strada romana

La strada si diramava da Stane Street a Kennington Park o nelle vicinanze ed è diventata la linea della moderna strada A23 per diversi chilometri attraverso il sud di Londra, seguita da Brixton Road, Brixton Hill, Streatham Hill, Streatham High Road e London Road, Streatham, poi l'A235 su London Road più vicina a Croydon. Streatham prende il nome dalla strada romana e Brixton Hill era precedentemente chiamata "Brixton Causeway", termine spesso usato nominare le antiche strade romane. Nel 1961, presso il tratto da Hepworth Road a Norbury, dove la strada moderna si allontana da quella romana, vennero effettuati degli scavi e furono trovati dei resti di un guado attraverso il torrente più a sud, presso l'Hermitage Bridge sul fiume Graveney.

### Da Croydon a Godstone
La linea della strada che attraversa quella che oggi è la città di Croydon è dibattuta. Le possibilità principali sono due: che seguisse la linea della strada principale moderna (tardo-medievale/post-medievale) (ossia London Road – North End – High Street – South End – Brighton Road); oppure che seguisse un percorso più tendente a occidente attraverso la Old Town.
Margary sostenne la tesi del percorso di Old Town, affermando che a sud di Thornton Heath, a Broad Green Avenue, una leggera deviazione della linea portò la strada romana a ovest di London Road lungo Handcroft Road, parte di Gardeners Road e Pitlake. Prima che l'area fosse costruita, Owen Manning e William Bray annotarono questo percorso nella loro Storia e antichità della contea del Surrey (1814), affermando che la linea "faceva il suo corso da Old Croydon e dal lato ovest di Broad Green dove è ancora visibile". Un'ulteriore argomentazione a supporto di questa teoria è data da un atto di proprietà della fine degli anni '80 del XIII secolo, con il quale un pezzo di proprietà, descritto come situato sul lato est della strada del re in Old Town, fu venduto da un certo "Andrew de Calceto a Croyndon ", chiamato anche "Andrew ate Causie", il cui nome significa "di / sulla strada rialzata" ("of /at the causeway"), un termine che implica una strada ben costruita. La strada moderna A236, che si trova a ovest di Croydon, è chiamata "Roman Way" in ricordo di questa teoria. Un po' più a sud, la strada potrebbe aver seguito la linea di Duppas Hill Terrace e Violet Lane.
Una teoria opposta a quella di Old Town sostiene che l'area (che risiede nel corso superiore del fiume Wandle) sarebbe stata estremamente paludosa, e che sarebbe stato più logico per gli ingegneri romani seguire il terreno più alto e più asciutto, e anche più rettilineo, del percorso orientale di High Street. Questo percorso avrebbe anche evitato una ripida salita fino a Riddlesdown. Ci sono stati molti più rinvenimenti archeologici della presenza romana attorno alla linea del percorso della High Street che intorno a quella del percorso di Old Town, ma nessuna prova effettiva della strada.
Per concludere, venne trovato un compromesso, che vedrebbe la strada seguire il percorso della Old Town fino a Duppas Hill, ma poi tagliare attraverso la valle di Wandle fino a Riddlesdown.
A sud di Croydon la strada attraversava il Caterham Gap nelle North Downs; questo corridoio naturale è stato fortemente antropizzato con strade e ferrovie moderne, insieme ad abitazioni suburbane, eliminando gran parte della strada antica. La strada, tuttavia, si trova a est di Caterham, dove curva intorno al lato ovest di Tillingdown su una fila di villette a schiera, segnando il confine tra terreno edificato e non edificato. All'estremità settentrionale è stato rinvenuto un argine, mentre sulla fila di villette la strada era larga 7,62m e composta da un insieme di scarti dell'industria metallurgica e selce fino a una profondità massima di 30cm. Come spesso accade con le strade romane, un confine parrocchiale ne segue la linea. La strada romana unisce la parte inferiore di Tillingdown Lane, quindi la strada B2030 e la tangenziale A22 di Caterham prima di diventare una corsia a est della A22 procedendo verso l'autostrada M25.

### Da Godstone a Felbridge
A sud dello svincolo 6 dell'autostrada M25 la strada romana è rimasta in uso come B2235 attraverso Godstone e poi come Tilburstow Hill road, in una serie di allineamenti rettilinei adattati al terreno. Sono state trovate urne funerarie romane lungo la strada a Tilburstow Hill Common. Tra Tilburstow Hill e Blindley Heath, Margary ha notato cumuli di terra su entrambi i lati della corsia della strada moderna, che ne indicano la larghezza complessiva. A nord di Blindley Heath la strada A22 si ricongiunge alla strada romana attraverso il paese prima che la strada romana svolti a sud-est attraverso Shawland's Wood, ossia attraverso dei campi, per poi attraversare la strada B2028, a sud della quale si può vedere come confine parrocchiale. Questo allineamento modificato attraversa poi l'Eden Brook e gira a sud-ovest sulla sezione nord di un allineamento lungo e in gran parte rettilineo fino a Clayton. Questo spostamento verso est servì ad evitare il terreno umido e basso.

### Da Felbridge a Clayton
Questo allineamento, il più lungo, presso il 28º km, segue un percorso prevalentemente rettilineo attraverso il Weald, con piccole deviazioni per evitare zone ripide o bagnate, ed è stato trovato tra Selsfield Common e Clayton Hill. La linea a nord verso Green Wood è stata deviata di 11° a est per evitare il terreno bagnato. Questo cambio di allineamento si trova sul crinale vicino a Hophurst Farm, su un antico tratto est-ovest lungo il crinale di arenaria. Mezzo km a sud di questa zona si trova la Worth Way, attraversa poi il Sussex Border Path a Burleigh House Farm. Attraversa la strada B2110 a est di Turners Hill e supera le alture a Selsfield Common prima di attraversare la strada B2028, poi continua parallelamente, e ad ovest di essa fino ad Ardingly. La strada attraversa i terreni di Wakehurst Place e l'area fieristica agricola prima di deviare a ovest dell'allineamento per attraversare la valle nella quale, ora, si trova sotto Ardingly Reservoir, ricongiungendosi alla linea dove attraversa una ferrovia non più in funzione a River's Wood.
Attraversa poi il confine occidentale di Haywards Heath ed è stata trovata da Margary vicino a Harlands Farm. Delle indagini geofisiche e lo scavo di un fosso nel 1998-99 a sud-ovest della città hanno trovato prove di una strada lastricata in arenaria su un percorso coerente con l'allineamento proposto da Margary della strada romana, a circa 50m a ovest di quello segnato dall'Ordnance Survey. Attraversando Burgess Hill passa a ovest della chiesa, dove il suo percorso è caratterizzato da targhe in ottone incastonate nell'odierno manto stradale. Freek's Lane a nord della città segue la strada romana per un tratto a sud di Lowlands Farm e di nuovo brevemente a nord di essa.
Tra Burgess Hill e Hassocks non è stato trovato molto. Questa è la sezione che, come Vine osservò, venne privata della sua pietra nel 1779 per costruire una strada a pedaggio. Inoltre all'incrocio con la Sussex Greensand Way a Hassocks c'è una grande necropoli nell'area sud-ovest.

### Da Clayton alla costa

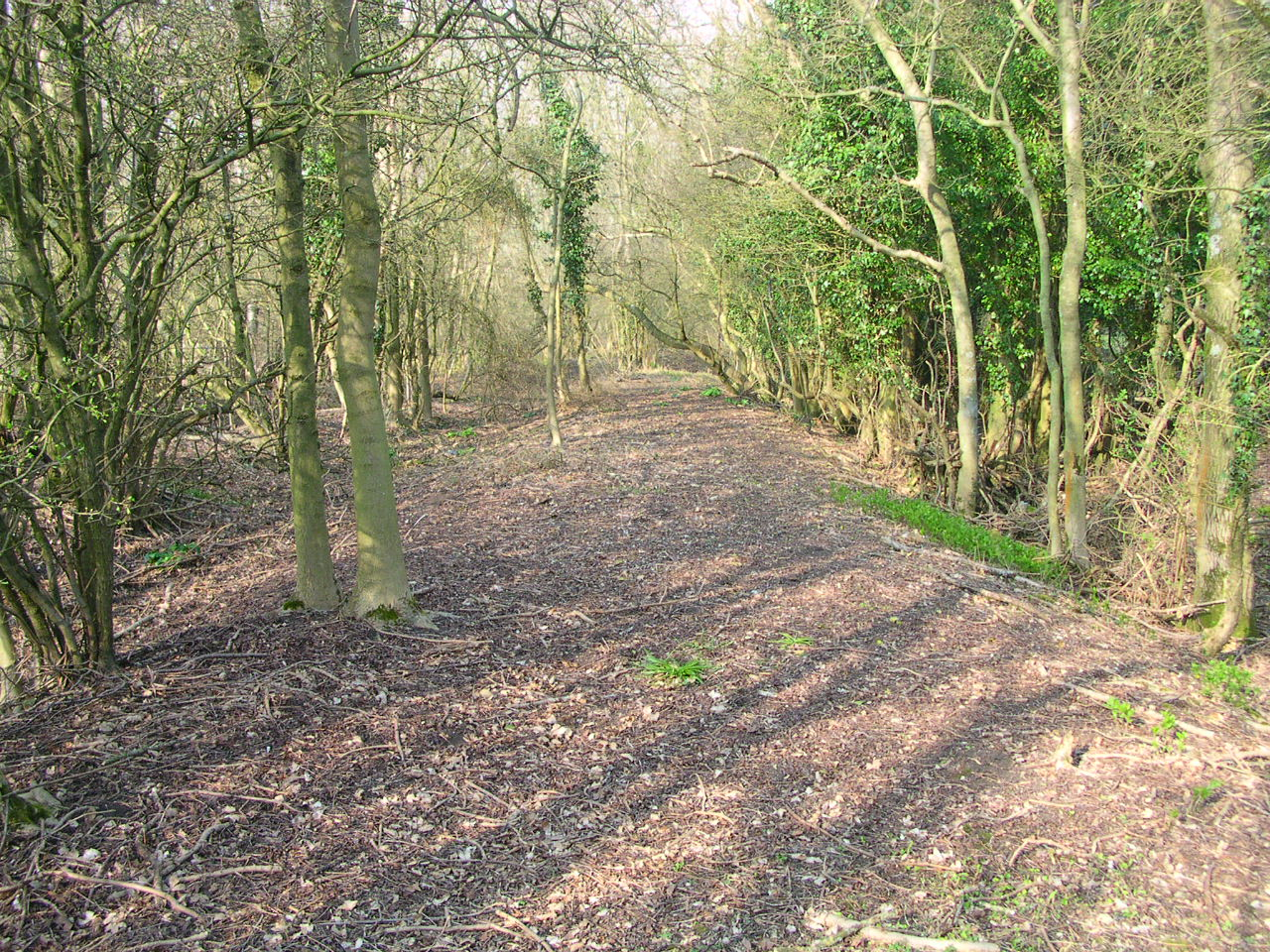
Parte del Nore Track su Wolstonbury Hill sopra Clayton

Vari tratti di strada apparentemente romana trovati intorno a Hassocks hanno causato confusione per molto tempo sul percorso della strada sulla scarpata delle South Downs. La costruzione e il miglioramento delle strade a pedaggio su Clayton Hill nel XVIII e XIX secolo hanno lasciato strade abbandonate che sono state scambiate per opere romane; inoltre l'inconveniente dovuto alla costruzione del taglio ferroviario e del tunnel con i suoi numerosi condotti dell'aria hanno ulteriormente confuso la questione. Ricerche più recenti di Glen Shields suggeriscono che la strada seguisse un percorso più tendente ad Ovest, ora noto come Nore Track, che utilizza un altro passo sul lato ovest di una piccola collina chiamata Nore. Questa strada, ora ippovia (strada dedicata al passaggio di cavalli), raggiunge la sua cima ad un'altezza di 155 metri (509 ft), per poi scendere gradualmente a Pyecombe lungo il lato ovest di Wish Bottom. A nord del villaggio si unisce all'autostrada in disuso che ha attraversato la valle da Clayton Hill; prosegue poi come una via del paese.
Il percorso da Pyecombe alla costa non è molto noto. Margary arrivò alla conclusione, senza alcuna prova, che Brighton Old Steine sarebbe potuta essere una migliore scelta per un porto di Portslade, e di conseguenza la strada sarebbe scesa a valle fino a Brighton. Ciò avrebbe portato ad un fondovalle soggetto ad inondazioni stagionali, che i romani normalmente evitavano, scegliendo dei terreni più elevati; inoltre le ripide valli laterali, chiamate localmente coombes, avrebbero impedito la costruzione lungo i fianchi della valle. In alternativa, il percorso potrebbe aver svoltato a sud-ovest sulla pista che ora è la South Downs Way, dirigendosi verso il fiume Adur nell'area di Portslade.